# Lista över ärkediakoner i Linköpings stift
Detta är en lista över ärkediakoner i Linköpings stift.

## Ärkediakoner före reformationen
- 1272: Bengt Birgersson (Bjälboätten)
- 1283: Siggo
- 1291: Sigtrad
- 1292-1296: Suno
- 1317-1338: Johan Tyrgilli
- 1338: Nicolaus
- 1345-1350: Magnus Eskilsson
- 1357: Aghmund
- 1361: Nils Hermansson
- 1369: Johan Östensson
- 1385-1386: Knut
- 1400: Andirs
- 1406-1430: Johannes Nicolai
- 1435: Boecius Piik
- 1436: Petrus Ottonis
- 1456: Johannes Eskili
- 1472: Gudmundus Johannis
- 1510: Johannes Ganzo (Hans Ganzow)
- 1510-1524: Vernerus Nicolai
- 1531: Peder Brask